# Jane Avrilová
Jane Avrilová (francouzsky Jane Avril, vlastním jménem Jeanne Beaudon 31. května 1868, Paříž, Francie – 16. ledna 1943, Paříž) byla francouzská tanečnice kankánu, dnes známá především z obrazů a plakátů Henriho de Toulouse-Lautrec.